# Schloss Landsberg (Meiningen)

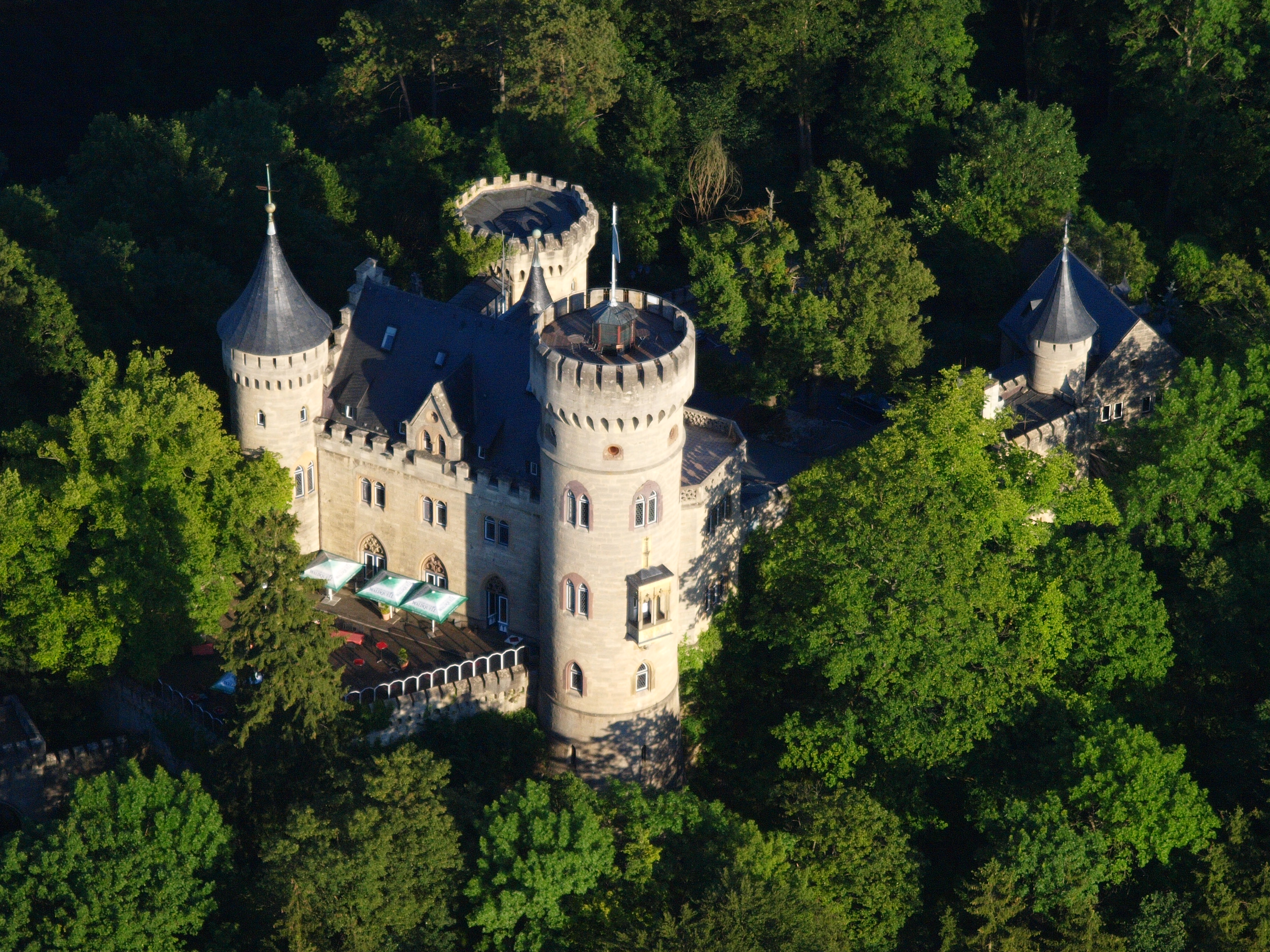
Schloss Landsberg aus der Vogelperspektive

Das Schloss Landsberg in Meiningen ist ein ehemaliges Lustschloss der Herzöge von Sachsen-Meiningen und beherbergte bis Dezember 2013 ein romantisches First-Class-Hotel.
Das Schloss wurde auf den Ruinen der im Bauernkrieg zerstörten Burg Landeswehre in den Jahren 1836 bis 1840 erbaut und befindet sich am nördlichen Stadtrand der Kreisstadt Meiningen auf einem 378 Meter hohen Bergkegel, der zwischen dem Meininger Stadtteil Walldorf und Meiningen ins Werratal hineinragt. Das Schloss Landsberg ist seit 2016 im Besitz eines chinesischen Konsortiums, das es weiter als Hotel betreiben will.

## Bauwerk

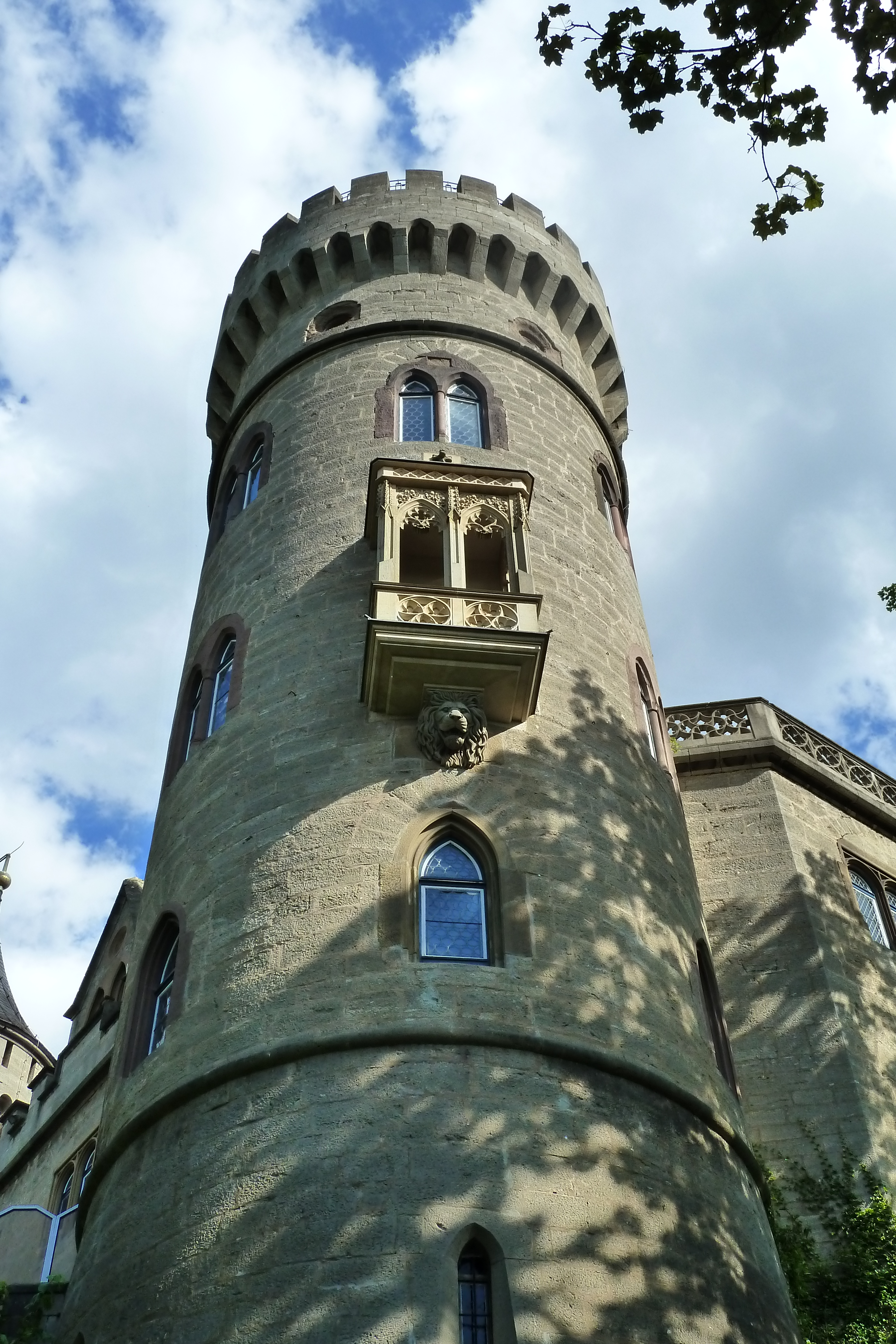
Hauptturm mit Löwenerker

Das Schloss ist ein neugotisches Bauwerk, das englische Adelssitze des 19. Jahrhunderts zum Vorbild hatte. Es besteht aus drei Teilen, dem eigentlichen Schloss mit drei Türmen, dem Torhaus sowie dem Haus des Schlossverwalters. Die Anlage ist von einer zinnenbekrönten Mauer umgeben.
Hinter dem nördlich gelegenen Torhauses steht rechter Hand nach einem kleinen Anstieg das Haupthaus, begrenzt von einem nördlichen runden Turm mit kegelförmiger Spitzhaube und einem achteckigen Turm mit zinnenbekrönter Plattform. Über eine breite, aber kurze Freitreppe gelangt man in die unteren Räume mit der Burgschänke. Eine daneben befindliche mit reich verzierter Steinbrüstung versehene Freitreppe führt hinauf zu dem Haupteingang an der Ostseite des Schlosses. Von hier kommt man zunächst in die Waffenhalle mit Eichenholz vertäfelter Decke und anschließend über einen Gang in den Rittersaal. Daneben ist der Zugang zum zinnenbekrönten Hauptturm mit seiner 100-stufigen Wendeltreppe, von dessen Plattform der Besucher einen weiten Rundblick über die nördlichen Stadtteile von Meiningen sowie Walldorf, in das Werratal, in die Rhön und bis zum Dolmar genießen kann.
Hinter dem Haupthaus liegt der Schlosshof mit Brunnen, dem sich das Gebäude des Schlossverwalters anschließt. Zwischen diesem Haus und einer Pforte, die den südlichen Abschluss der Schlossanlage bildet, ist der Bergfried der einstigen Burg Landeswehre in die Schlossmauer integriert. Die Decken zahlreiche Räume und Säle sind mit gotischen Netzrippengewölben versehen. Das Schloss ist mit weiteren runden Türmchen mit Kegelhauben, Mauern und sonstigem Zierrat versehen.
Sehenswert sind der „Löwenerker“ am Hauptturm und der neugotische Rittersaal, der mit reichverziertem Eichenholz vertäfelt wurde und unter anderem mit acht großen Wandgemälden nach Entwürfen von Wilhelm Lindenschmit dem Älteren geschmückt ist, die Ereignisse aus der wettinisch-sächsischen und thüringischen Geschichte darstellen. Im Schloss befinden sich luxuriös ausgestattete Gemächer und Suiten, darunter die reichlich vergoldete Hochzeitssuite.

## Hotel
Das Schloss Landsberg wurde 1978 von der Handelsorganisation HO als Luxushotel eröffnet und es stand später unter der Leitung der Meininger Hotels mit Flair GmbH. Seit Januar 2014 ist es geschlossen. Das Hotel verfügt über insgesamt 13 Doppelzimmer und 7 Suiten, darunter eine Hochzeitssuite, die alle mit Ausnahme der Zimmer im Dachgeschoss per Lift erreichbar sind. Zum Hotel gehören die Restaurants „Rittersaal“ mit Terrasse und „Burgschänke“ mit Biergarten und weiterhin eine Turmbar.
Während der DDR-Jahre erfreute sich das Hotel bei Diplomaten und Botschaftern wegen seiner Architektur und exponierten Lage großer Beliebtheit. Zu den bekannten Gästen gehörten in dieser Zeit auch Hot Chocolate und Boney M. Bis zu seiner Schließung war das Hotel wegen seiner märchenhaften Architektur ein beliebtes Ziel für Hochzeitspaare aus ganz Deutschland. Aus diesem Grund hatte die Stadt Meiningen hier ab 2005 eine Außenstelle des Standesamtes eingerichtet. Zu den bekannten Gästen der letzten Jahre gehörten unter anderen Jörg Pilawa, Gunther Emmerlich, Janine Kunze und Tina Ruland. Der Fernsehsender VOX drehte hier eine Folge der Doku-Soap „4 Hochzeiten und eine Traumreise“.

## Geschichte
Die Burg Landeswehre wurde erstmals 1129 urkundlich erwähnt. Sie diente dem Schutz der Handelsstraßen nach Würzburg (Hohe Straße) und Fulda (Frankfurter Straße), der Werratalstraße Richtung Salzungen, der Werrafurt bei Walldorf und dem Zugang nach Meiningen. Zu ihr gehörte auch ein Gutshof am Fuß des Bergs. Im Deutschen Bauernkrieg stürmten am 13. Mai 1525 werraaufwärts ziehende Bauernhaufen die Burg und zerstörten sie bis auf den Bergfried und Teile der Mauer. Sie war seitdem unbewohnbar. Der Turm, der sich 1685 bei einer Sprengung zur Gewinnung von Baumaterial zur Seite neigte, ist in Resten bis heute erhalten und in das Schlossensemble integriert.
Angeregt durch seine Besuche bei seiner Schwester Adelheid, der Königin von Großbritannien, erwarb Herzog Bernhard II. von Sachsen-Meiningen 1836 den Landsberg und die dazugehörigen Grundstücke mit dem Gutshof und ließ bis 1840 unter Leitung der Architekten August Wilhelm Döbner und Carl Alexander Heideloff ein neues Schloss im neugotischen Stil nach dem Vorbild englischer Adelssitze errichten. Adelheid ließ hierbei vom englischen Architekten Sir Jeffry Wyatville die Pläne entwerfen und übernahm zudem einen Teil der Kosten. Der seitdem eigenständige Gutshof wurde bis 1842 zu einer im Schweizerstil gehaltenen Meierei mit Scheunen, Ställen, Remise und Herrenhaus um- und ausgebaut.
Bis zum Ersten Weltkrieg war das Schloss ein beliebtes Ausflugsziel. 1920 kam es in Privatbesitz des New Yorker Geschäftsmanns H. L. Erny und später im Besitz des Berliner Kaufmanns P. Weber. Das Schloss war so bis 1945 nicht mehr zugänglich. Nach kurzzeitigen Nutzungen als Seniorenheim und Bildungseinrichtung betrieb die HO seit den 1960er Jahren im Schloss eine Ausflugsgaststätte, die von 1975 bis 1978 schließlich zu einem Luxus-Hotel umgebaut wurde. Von 1991 bis 1996 befand sich das Schloss im Besitz von Friedrich-Ernst Prinz von Sachsen-Meiningen, der den Hotelbetrieb weiterführte. Im März 1997 übernahm die Meininger Hotels mit Flair GmbH Schloss und Hotel und führte 2003 umfangreiche Sanierungs- und Modernisierungsarbeiten durch. Anfang 2008 wurde das Schloss in die gemeinnützige Stiftung Meininger Baudenkmäler überführt.
Seit 2015 stand das Schloss beim Auktionshaus Christie’s zum Verkauf und wurde im Juli 2016 an ein chinesisches Konsortium namens New Silk Road Company Ltd. verkauft. Im Herbst 2017 sollte zunächst das Restaurant und Mitte 2018 das gesamte Schloss nach einer Modernisierung als luxuriöses Vier-Sterne-Hotel wiedereröffnet werden. Eine Restauranteröffnung hat bisher jedoch nicht stattgefunden. Im Jahr 2019  wurde auch keine der angekündigten umfangreichen Maßnahmen der neuen chinesischen  Eigentürmer aus Dubai durchgeführt. Anfang Januar 2020 kam es zu einem schweren Wasserschaden, der auch die Bausubstanz des Schlosses gefährdete. Für die Sicherungs- und Reparaturkosten musste  der Landkreis Schmalkalden-Meiningen aufkommen. Fabian Giesder, der Bürgermeister der Stadt Meiningen, strebt seit Anfang 2020 die Überführung des Schlosses in die von Thüringen und Sachsen-Anhalt geplante Mitteldeutsche Schlösserstiftung an. Die Überführung des Schlosses gestaltet sich jedoch als schwer, da bei der geplanten Stiftung Uneinigkeit zwischen den Ländern herrscht, wie diese konkret verwirklicht werden soll. Mittlerweile befindet sich ein von den Eigentümern eingesetzter Hausverwalter im Schloss Landsberg, welcher sich um die Angelegenheiten vor Ort kümmern soll.

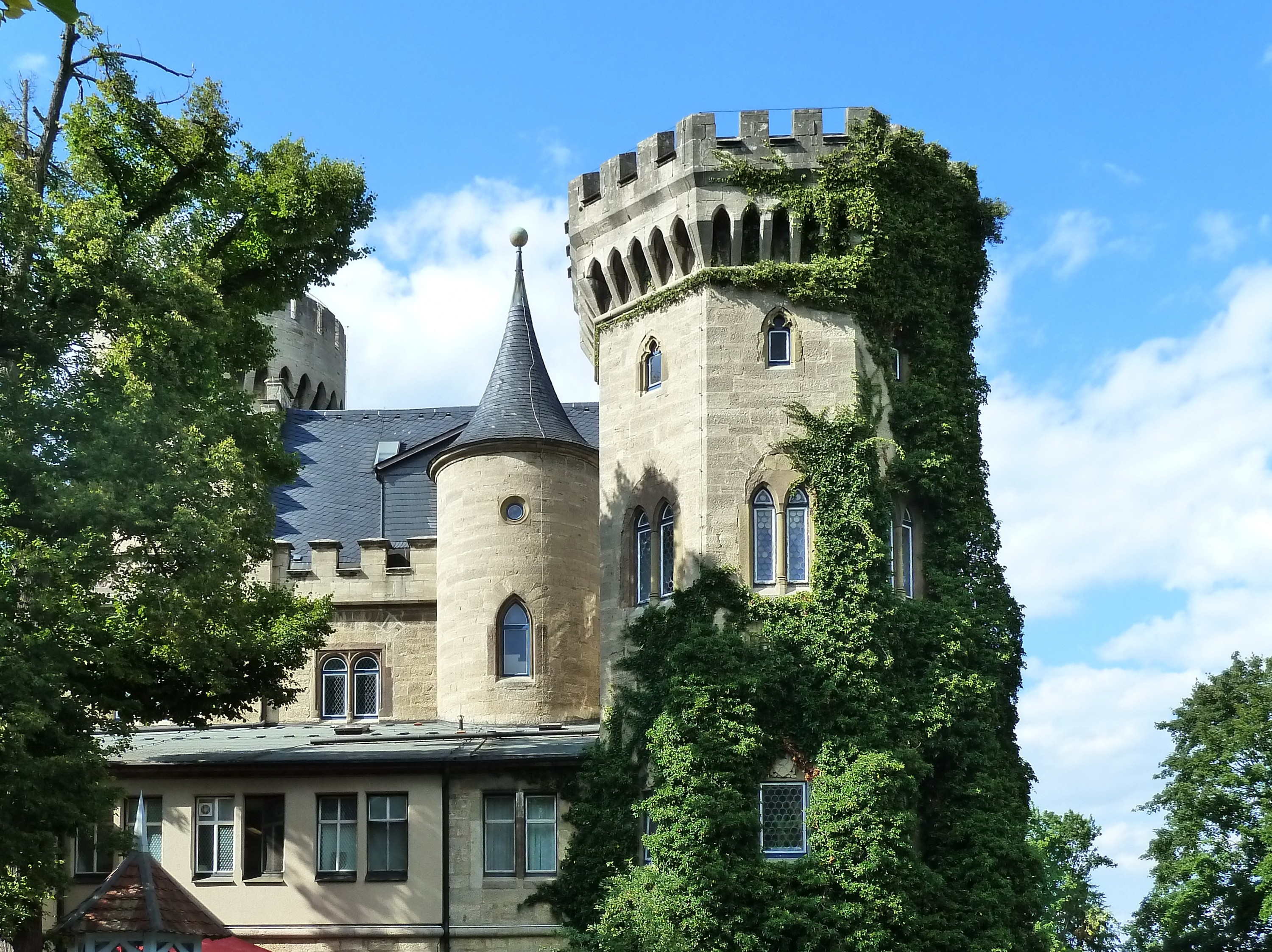
Schlosshof
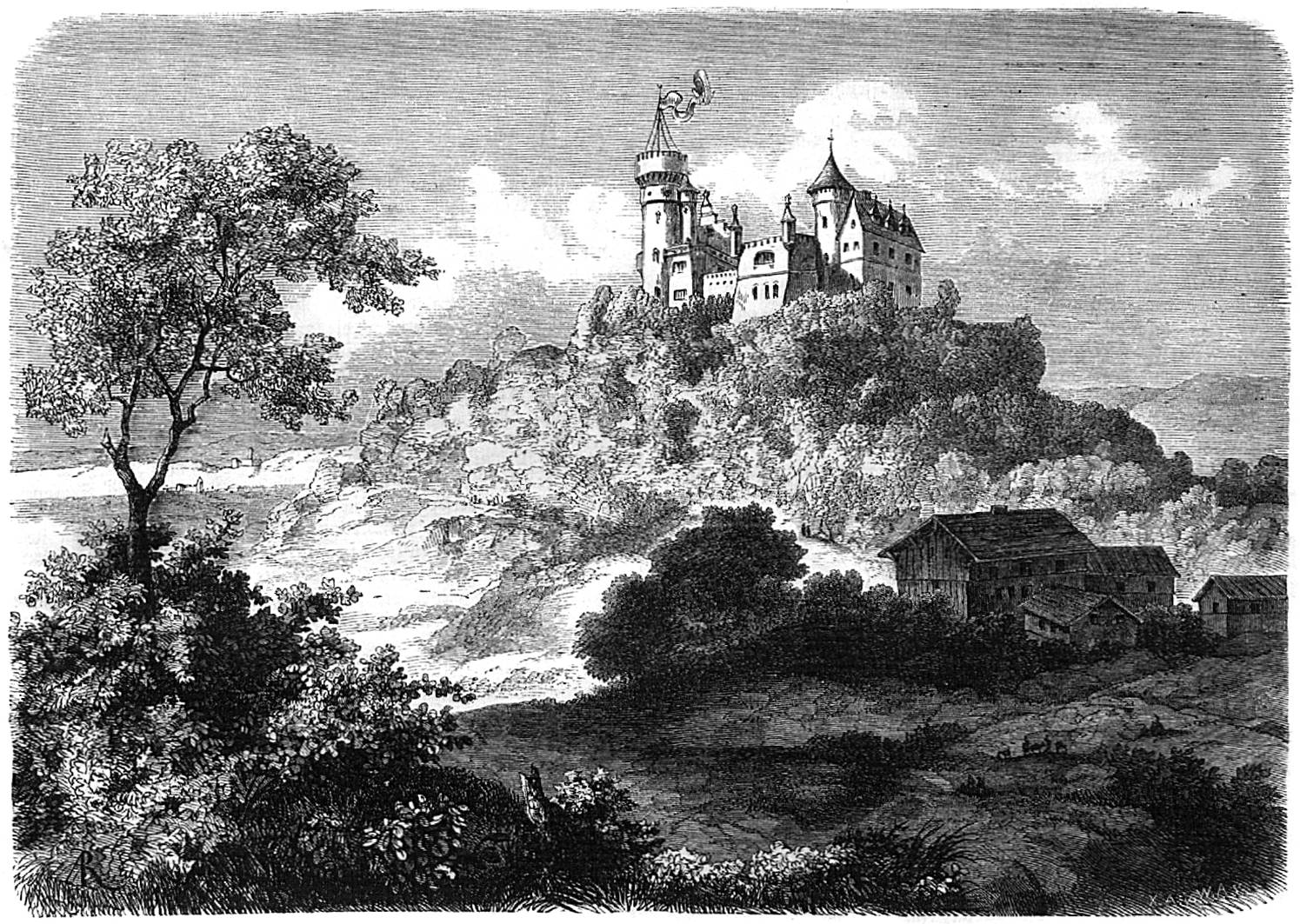
Holzschnitt von 1858
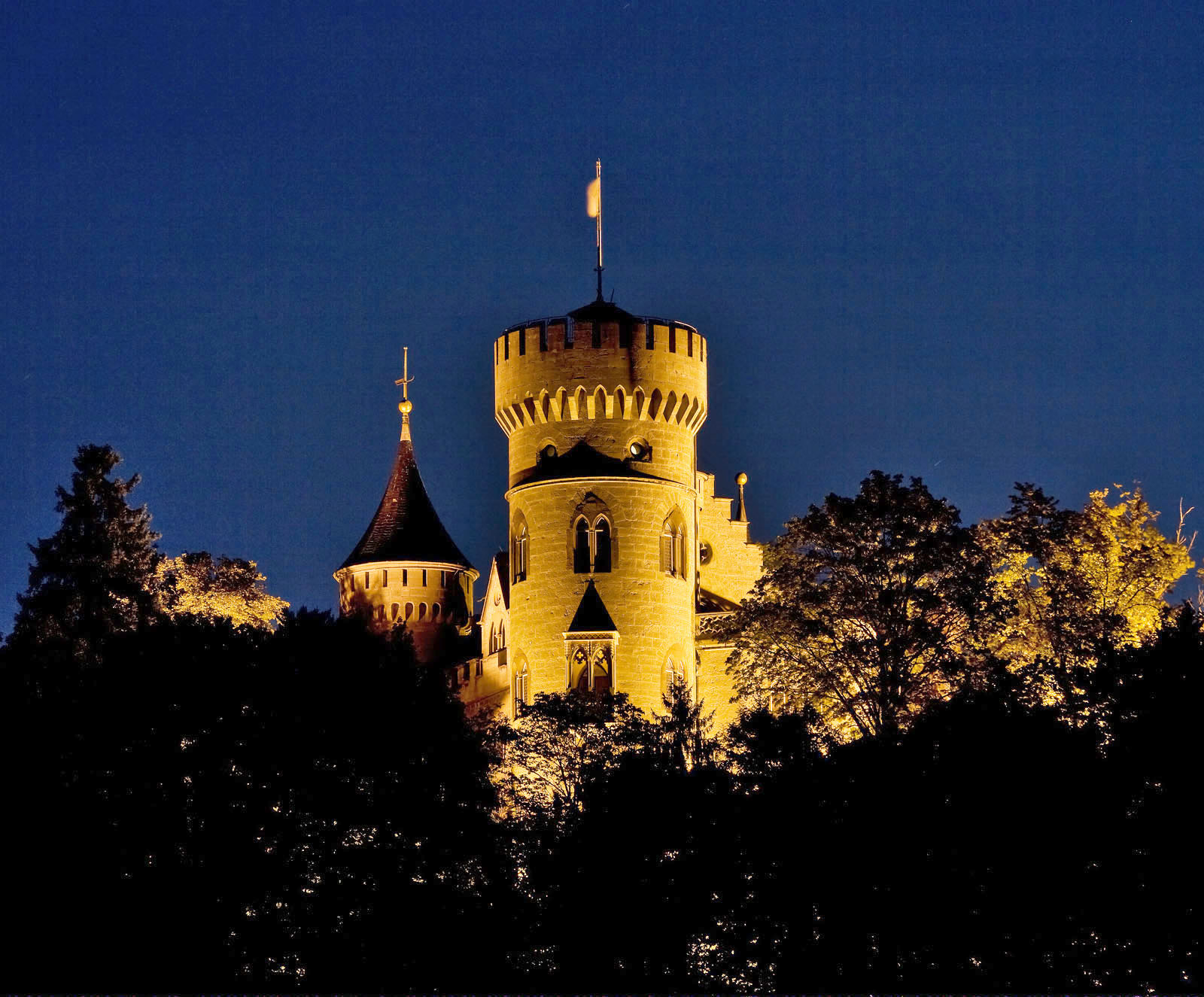
Nachtaufnahme
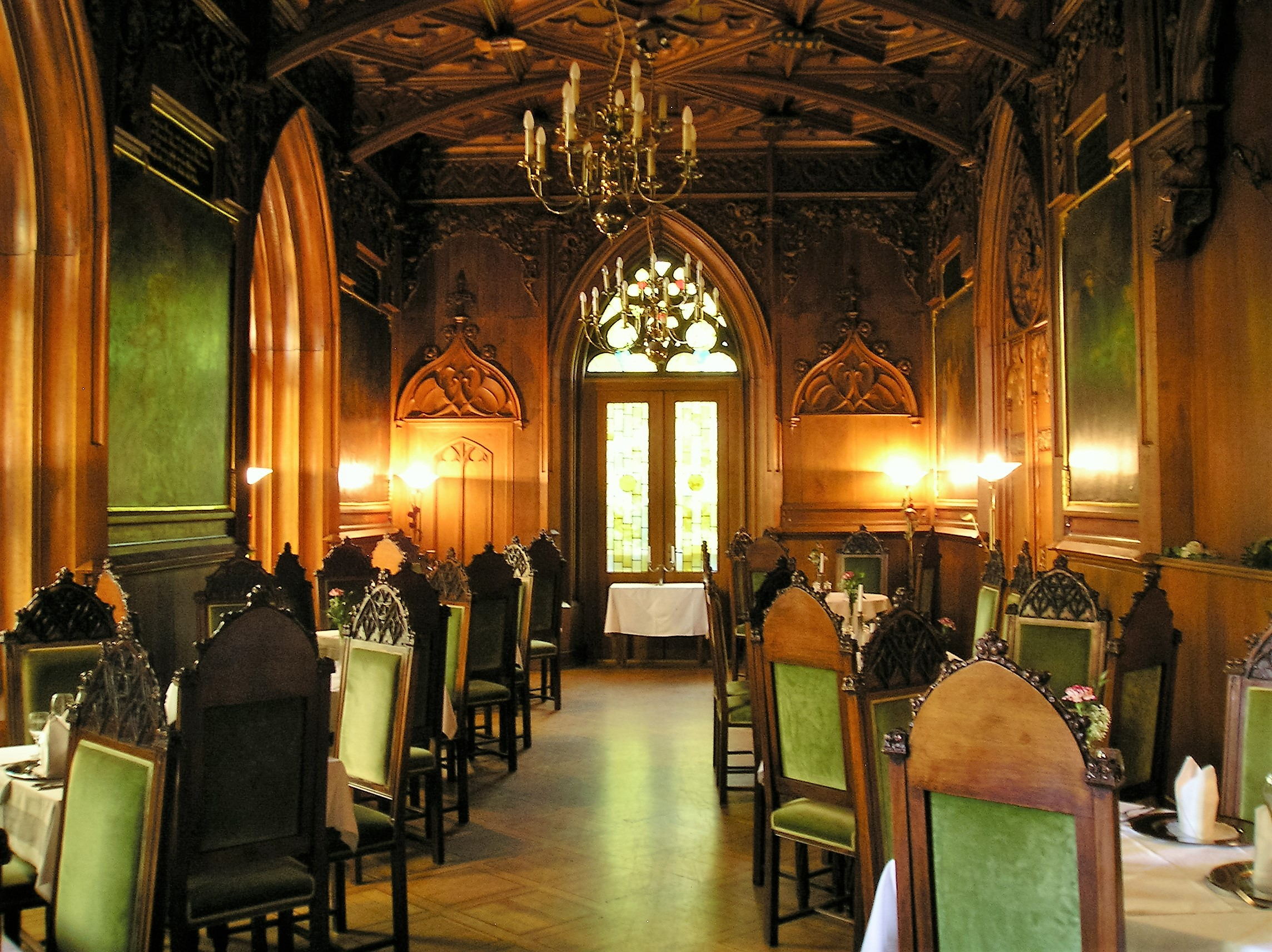
Rittersaal
Ansicht von 1890
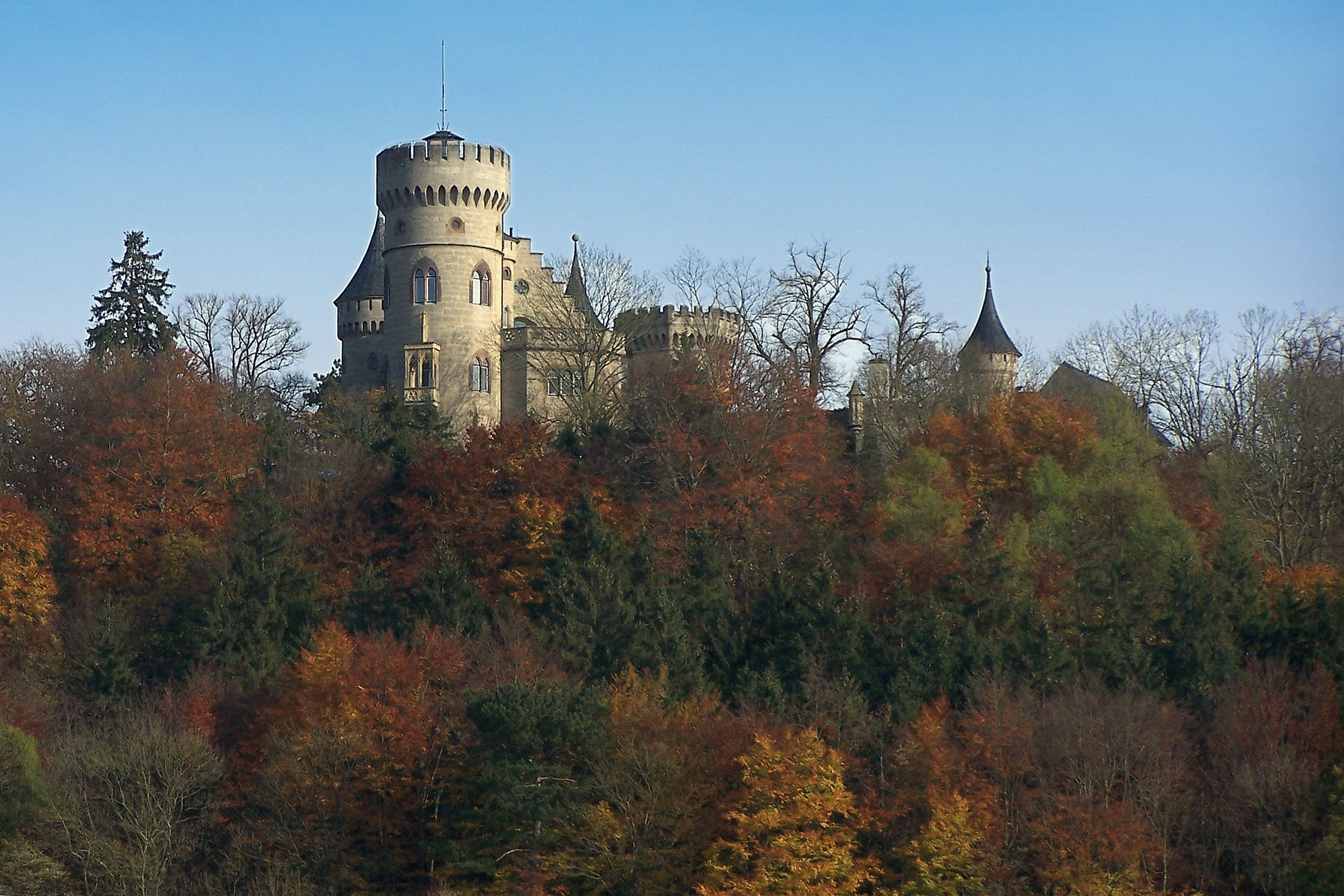
Schloss im Herbst 2007